# Povo Khanty
Os khantys (ou ostíacos, na literatura mais antiga) são um povo indígena nativo da Khântia-Mânsia, uma região historicamente conhecida como Iugra, na Rússia, juntamente com os mansis. No okrug autônomo, as línguas ostíaca e mansi recebem o estatuto de cooficial com o russo. No censo de 2010, 30 943 pessoas se identificaram como khanty. Destes, 26 694 residiam no oblast de Tiumen, dos quais 17 128 viviam em Okrug Autônomo Khanty-Mansi e 8 760 na Iamália-Nenétsia. 873 eram residentes do vizinho oblast de Tomsk e 88 moravam na República Komi.